# Tommy Brown
Tommy Brown (Nueva York, 6 de diciembre de 1927-15 de enero de 2025) fue un pelotero estadounidnese que jugó nueve temporadas con tres equipos en la MLB como jugador polivalente. Era el último sobreviviente de la franquicia Brooklyn Dodgers, era uno de dos beisbolistas que jugaron en la década de los años 1940.
Hizo su debut en la Major League Baseball (MLB) con el equipo de su ciudad natal Brooklyn Dodgers con 16 años y 241 días, partido en el que jugó en la posición de shortstop en el Ebbets Field ante los Chicago Cubs el 3 de agosto de 1944 durante la Segunda Guerra Mundial. Brown se convirtió en el jugador más joven en jugar un partido de la MLB que no fuese lanzador, y el segundo más joven en general solo superado por Joe Nuxhall, que jugó con 15 años y 316 días cuando entró como corredor emergente para los Cincinnati Reds el 10 de junio de 1944. En ese partido conectó su primer hit, el cual fue un double ante Bob Chipman, en el partido que terminaron perdiendo 2-6.
Era conocido como Buckshot, Brown era diestro, medía 1.85m y con un peso de 77kg. Fue contratado por los Dodgers tras hacer una prueba en 1943 y para 1944 estaba con el equipo de clase B de la Piedmont League;  Brown conectó 101 hits y fue líder de la liga con 11 triples y promedio de bateo de .297 antes de ser llamado por el equipo de Brooklyn en agosto. Jugó 46 partidos con los Dodgers hasta el final de la temporada.
Al año siguiente ante los Pittsburgh Pirates el 20 de agosto de 1945 Brown se convirtió en el jugador más joven en la historia de la MLB en batear un cuadrangular, récord que todavía sigue vigente. Tenía 17 años y 257 días cuando conectó el cuadrangular, el cual fue solitario ante Preacher Roe en la parte baja del 7° inning que apenas pudo maquillar la derrota por 1-11, siendo Brown el que consiguió la única carrera de los Dodgers. Cinco días después Brown conectó otro cuadrangular, esta vez ante los New York Giants contra el pitcher Adrián Zabala en el primer partido de una doble tanda. De nuevo fue en la séptima entrada y en solitario; con la diferencia de que los Dodgers ganaron 8-6. Con 17 años y 262 días, Brown se convritió en el segundo jugador más joven en conectar un cuadrangular en la MLB. Esos fueron los únicos cuadrangulares de Brown en 1945, donde su promedio de bateo fue de .332 con 19 carreras impulsadas (RBI).
Brown en 1946 se enlistó en el Ejército de Estados Unidos, donde estuvo hasta 1947 durante el segundo periodo de postguerra, regresando a los Dodgers que contaban con el eventual miembro del Salón de la Fama Pee Wee Reese. Pasó a ser un jugador polivalente por el resto de su carrera en la MLB, donde tuvo actividad en 166 partidos como shortstop, 94 como outfielder, 50 como tercera base, 24 como segunda base y 21 de primera base. Los Dodgers cambiaron a Brown a los Philadelphia Phillies en junio de 1951, y los Phillies lo terminaron vendiendo a los Chicago Cubs al año siguiente.
Como bateador, Brown promedió más de .300 en dos ocasiones (1949 y 1952). El 18 de septiembre de 1950 ante los Cubs en el Ebbets Field Brown bateó tres cuadrangulares y un sencillo, recibió una base por bola en cinco turnos, anotó tres carreras e impulsó 5, pero los Dodgers perdieron el partido 7-9.
Brown tuvo su mejor partido el 25 de septiembre de 1953 cuando jugaba para los Cubs; jugó 494 partidos en nueve temporadas en la National League (NL), conectó 309 hits en la MLB incluyendo 39 dobles, siete triples y 31 cuadrangulares. Su promedio de bateo de por vida fue de .241 con 159 carreras impulsadas. Brown entró como bateador emergente en la Serie Mundial de 1949, serie donde no conectó hits en dos turnos, serie en la que Brooklyn fue derrotado por los New York Yankees en cinco juegos. Después jugó en las Ligas Menores de Béisbol hasta su retiro en 1959. Durante el béisbol invernal jugó para los Industriales de Valencia en Venezuela.

## Vida personal y muerte
Brown estaba casado con su esposa, Ellen, y tenía dos hijos. Murió por complicaciones de una caída en un centro de rehabilitación en Altamonte Springs el 15 de enero de 2025, a la edad de 97 años. En el momento de su muerte, Brown era uno de los dos jugadores de las Grandes Ligas que aún vivían y que jugaron durante la década de 1940 (el otro era Bobby Shantz ), el último jugador vivo que jugó en 1948 o antes, y el último jugador que jugó durante la Segunda Guerra Mundial.